# Gusta Scheepmaker
Ernestine Augusta (Gusta) Scheepmaker (Den Haag, 8 september 1895- Zeist, 18 oktober 1984) was een Nederlands mezzosopraan en alt.
Ze was dochter van Ernestine Augusta Elisabeth Köhler en Johannes Jacobus Scheepmaker. Moeder speelde piano, vader was bioscoopexploitant. Het gezin woonde enige tijd in Gouda. Ze was getrouwd met pianist Willem Johannes (Wim) Schmidt
Ze kreeg haar opleiding aan het Haags Conservatorium van Marie Bol (solozang) en Anton Sistermans (operaklas). Ze behaalde daar ook haar diploma piano (lesgeven). Haar loopbaan liep van midden jaren tien tot midden jaren vijftig, al was ze die laatste jaren dirigent van een damesensemble en het dameskoor Studiosa. Ze begon met kerk- (Goudse zangeres) en liefdadigheidsconcerten, zoals in 1919 ten behoeve van het weduwenfonds van de "Vereeniging van Protestantsche Godsdienstonderwijzers". In datzelfde jaar zong ze nog als leerling in de eenakter De fortuinlijke kist van Johan Wagenaar.  In 1921 studeerde ze af onder leiding van diezelfde Wagenaar (Mej. E.A. Scheepmaker). In 1922 werd ze bij eenzelfde leerlingenconcert aangeduid als oud-leerlinge. Ze was aangesloten bij diverse operagezelschappen: Nationale Opera NV, Co-Opera-Tie en NV Nederlandse Opera.